# 山本雅
山本 雅（やまもと ただし、1947年8月26日 - ）は、日本の分子生物学者。理学博士。福井県生まれ。

## 人物・経歴

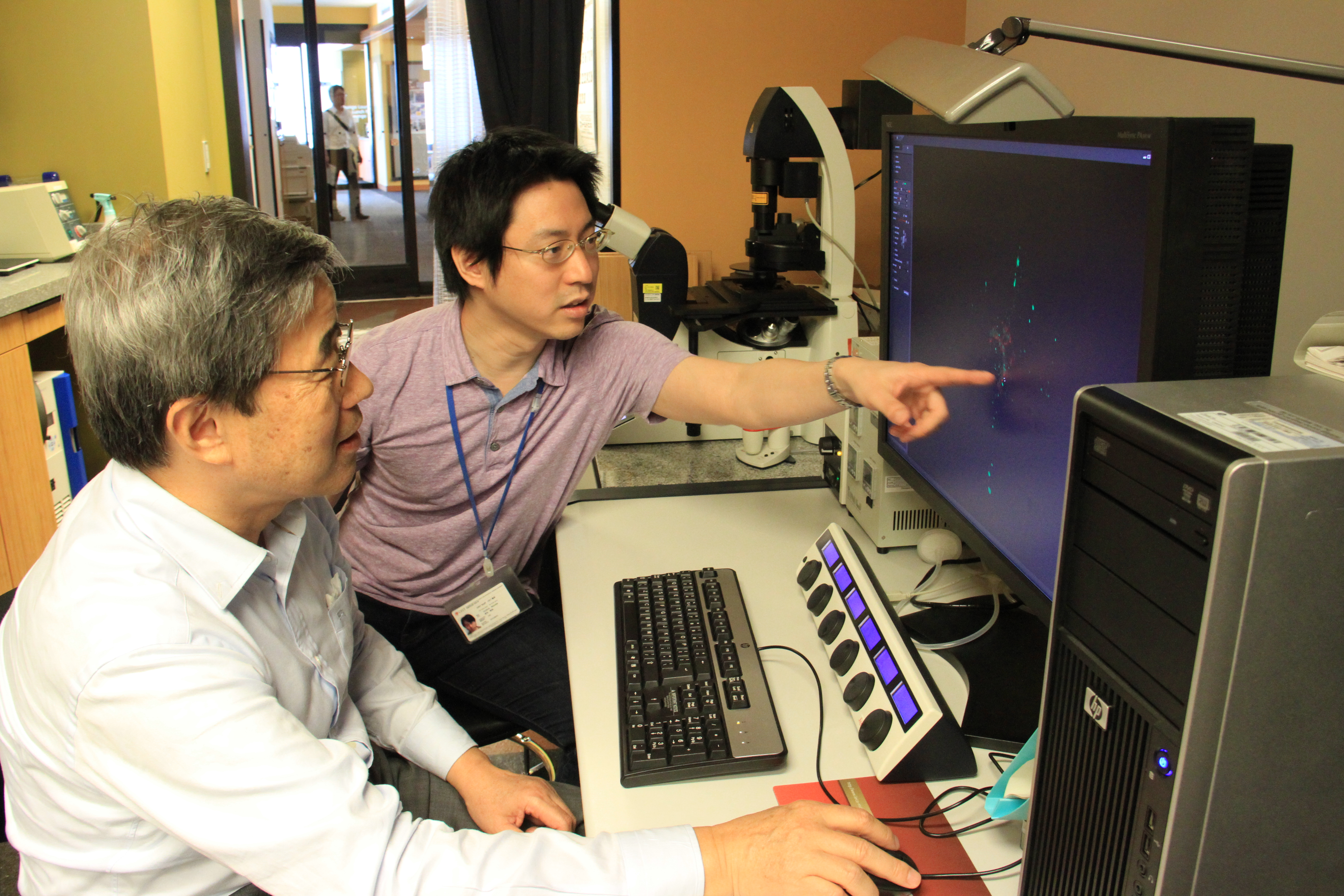
沖縄科学技術大学院大学細胞シグナルユニット研究員星名直祐（右）と

大阪大学理学部卒業、大阪大学大学院博士課程修了。1977年アメリカ国立がん研究所客員研究員、1980年東京大学医科学研究所助手、1986年助教授昇格、1991年教授昇格。2003年から2007年まで東京大学医科学研究所所長兼東京大学評議員。2011年東京大学を退職し沖縄科学技術大学院大学細胞シグナルユニット教授。

## 社会的活動
- 2006年 - 2011年 日本学術会議会員

## 主な受賞歴
- 1984年 日本癌学会奨励賞
- 1987年 高松宮妃癌研究基金学術賞
- 1990年 朝日賞[2]
- 2003年 高松宮妃癌研究基金学術助成
- 2003年 米国立衛生研究所Fogarty Scholar-in-Residence